# Проспект Девятого Января

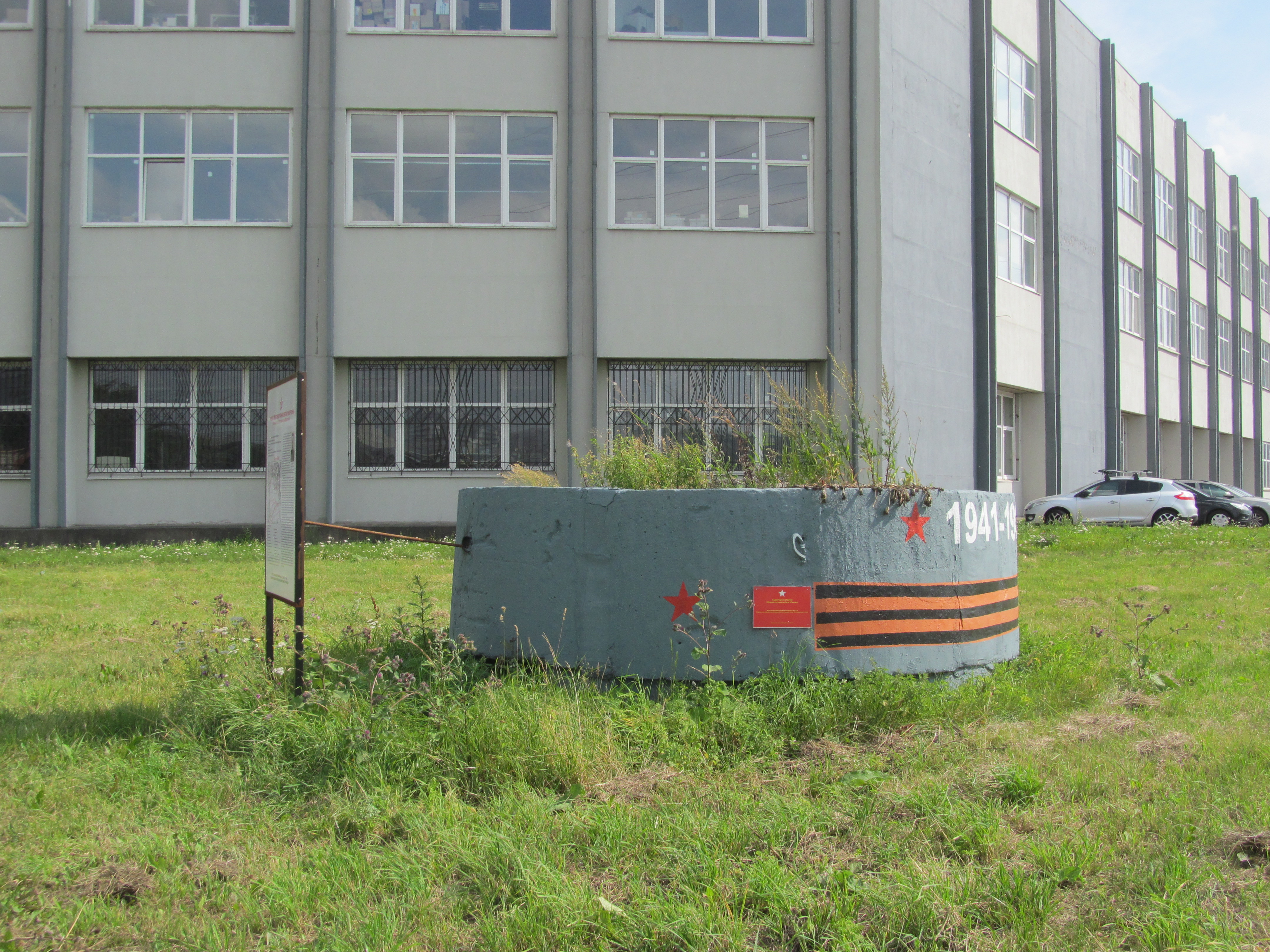
Пулеметный ДОТ на углу Софийской и проспекта Девятого Января

Проспект Девя́того Января́ — проспект во Фрунзенском районе Санкт-Петербурга. Проходит от Софийской улицы до Грузового проезда.

## История
Улица получила своё название в 1955 году. Изначально улица проходила от железнодорожной станции Обухово до Софийской улицы. Современные границы проспект обрёл в 1975 году, и направление нумерации домов на проспекте поменяли на противоположное.

## Транспорт
Ближайшие к проспекту Девятого Января станции метро — «Дунайская» и «Обухово».
Автобусные маршруты —  №53; 96; 197А; 282; 326.

## Пересечения
- Софийская улица
- Гаражный проезд
- Складской проезд
- Грузовой проезд

## Достопримечательности
- Кладбище Памяти жертв 9-го января
- Пулеметный ДОТ на углу с Софийской Улицей  Объект культурного наследия народов РФ регионального значения. Рег. № 781510331730505 (ЕГРОКН)